# Narantungalag Jadambaa
Narantungalag Jadambaa (Bugat, 16 dicembre 1975) è un artista marziale misto e kickboxer mongolo.
Combatte nella categoria dei pesi piuma per l'organizzazione singaporiana ONE.
Ha cominciato la propria carriera nelle arti marziali miste nel 2004, militando in federazioni quali K-1, AOW, MGL-1 e WVR. Successivamente è stato ingaggiato dalla Legend FC, dove è stato campione dei pesi leggeri dal 2011 al 2013, prima del suo ingresso in ONE. Nell'agosto 2014, a ONE FC 19, ha conquistato il titolo dei pesi piuma divenendo il primo lottatore mongolo a vincere un campionato mondiale nelle arti marziali miste.

## Carriera nelle arti marziali miste

### I primi anni
Jadambaa esordisce nelle arti marziali miste relativamente tardi, all'età di 29 anni: nonostante un difficile impatto alle prime due esperienze come professionista – sconfitto per KO dal campione K-1 Norifumi Yamamoto e ai punti da Toshikazu Iseno –, il mongolo riesce comunque a rifarsi nelle uscite successive inanellando una striscia di quattro vittorie consecutive e iniziando a farsi notare, malgrado l'età avanzata, come uno dei più validi atleti del panorama asiatico.

### Le esperienze in Giappone e Hong Kong
Nell'estate del 2010 sigla un contratto di due incontri con la federazione giapponese World Victory Road. Durante quest'esperienza si fregia di importanti vittorie contro il veterano ex PRIDE e UFC Akihiro Gōno e l'ex campione DEEP dei pesi leggeri Kazunori Yokota.
Un anno dopo la breve e fruttuosa parentesi giapponese, firma per la promozione hongkonghese Legend FC conquistando già al debutto il titolo dei pesi leggeri contro il campione Adrian Pang. Difende così la cintura dall'assalto del sudcoreano Nam Yui-chul, prima di perderla per mano di Kōji Ando, che ha la meglio del mongolo grazie a un suo infortunio alla caviglia.

### ONE Championship
Il suo buon periodo di forma gli consente di essere ingaggiato dalla nota organizzazione singaporiana ONE nella prima parte del 2014. Si rende protagonista già all'esordio nel maggio dello stesso anno, imponendosi ai punti sul campione inaugurale ONE dei pesi piuma Honorio Banario.
Nell'agosto seguente conferma le positive impressioni che aveva destato nel suo esordio, detronizzando il campione in carica Kōji Ōishi: si tratta per lui di un importante traguardo, in quanto lo rende il primo lottatore mongolo a vincere un campionato mondiale nelle arti marziali miste. Il regno da campione di Jadamba termina, però, già alla prima difesa; nel penultimo round di un match serrato contro l'esperto di prese russo Marat Gafurov, si rivela decisiva una rear-naked choke che lascia l'asiatico privo di sensi al tappeto.
La terza annata in ONE si apre con una sottomissione ai danni dell'ex campione dei pesi leggeri Kōtetsu Boku, a cui seguono un KO nei confronti del filippino Eric Kelly e la sconfitta nella rivincita titolata contro Gafurov. Dopo un'assenza di diciannove mesi torna alla vittoria con due successi tra giugno e luglio del 2018, che gli consentono di tornare nei vertici alti della divisione.

## Risultati nelle arti marziali miste
| Risultato | Record | Avversario      | Metodo                                   | Evento                                                 | Data             | Round | Tempo | Città                      | Note                               |
| --------- | ------ | --------------- | ---------------------------------------- | ------------------------------------------------------ | ---------------- | ----- | ----- | -------------------------- | ---------------------------------- |
| Sconfitta | 14-6   | Martin Nguyen   | KO (ginocchiata in salto)                | ONE Championship 93: Roots of Honor                    | 12 aprile 2019   | 2     | 1:07  | Pasay, Filippine           | Per il titolo dei pesi piuma ONE   |
| Vittoria  | 14-5   | Kazuki Tokudome | Decisione (unanime)                      | ONE Championship 77: Pursuit of Power                  | 13 luglio 2018   | 3     | 5:00  | Kuala Lumpur, Malaysia     |                                    |
| Vittoria  | 13-5   | Edward Kelly    | KO tecnico (pugni)                       | ONE Championship 74: Pinnacle of Power                 | 23 giugno 2018   | 2     | 4:58  | Macao, Cina                |                                    |
| Sconfitta | 12-5   | Marat Gafurov   | Sottomissione tecnica (rear-naked choke) | ONE Championship 49: Defending Honor                   | 11 novembre 2016 | 1     | 4:51  | Kallang, Singapore         | Per il titolo dei pesi piuma ONE   |
| Vittoria  | 12-4   | Eric Kelly      | KO (pugno)                               | ONE Championship 44: Dynasty of Champions (Anhui)      | 2 luglio 2016    | 1     | 0:44  | Anhui, Cina                |                                    |
| Vittoria  | 11-4   | Kōtetsu Boku    | Sottomissione (von flue choke)           | ONE Championship 42: Ascent to Power                   | 6 maggio 2016    | 3     | 1:27  | Kallang, Singapore         |                                    |
| Sconfitta | 10-4   | Marat Gafurov   | Sottomissione (rear-naked choke)         | ONE Championship 34: Dynasty of Champions (Beijing II) | 21 novembre 2015 | 4     | 4:39  | Pechino, Cina              | Perde il titolo dei pesi piuma ONE |
| Vittoria  | 10-3   | Kōji Ōishi      | Decisione (unanime)                      | ONE Fighting Championship 19: Reign of Champions       | 29 agosto 2014   | 5     | 5:00  | Dubai, Emirati Arabi Uniti | Vince il titolo dei pesi piuma ONE |
| Vittoria  | 9-3    | Honorio Banario | Decisione (unanime)                      | ONE Fighting Championship 16: Honor & Glory            | 30 maggio 2014   | 3     | 5:00  | Kallang, Singapore         |                                    |

## Risultati nella kickboxing
| 4 Vittorie (3 per KO/TKO), 6 Sconfitte |           |                    |                                                       |                            |       |       |        |
| Data                                   | Risultato | Avversario         | Evento                                                | Modalità                   | Round | Tempo | Record |
| 25-11-2005                             | Sconfitta | Andy Souwer        | Shootboxing: 20th Anniversary Series Final            | Decisione (unanime)        | 5     | 3:00  | 1-5    |
| 20-07-2005                             | Sconfitta | Buakaw Por. Pramuk | K-1 World MAX 2005 Championship Final, Quarter Finals | Decisione (di maggioranza) | 3     | 3:00  | 1-4    |